# Tripanosomiasi africana umana

Il ciclo di vita del Tripanosomiasi brucei

La tripanosomiasi africana, o malattia del sonno, è una malattia parassitaria che colpisce sia gli esseri umani che gli animali. È una malattia causata da un parassita della specie Tripanosoma brucei.
Le subspecie che colpiscono gli esseri umani sono due: il Trypanosoma brucei gambiense o T.b.g. e il Trypanosoma brucei rhodesiense o T.b.r. Il T.b.g. provoca oltre il 98% dei casi riportati.
Entrambi vengono di solito trasmessi dal morso di glossine indicate con il nome di “mosca tse-tse”, che si trovano soprattutto nelle zone rurali. Anche gli animali, come le mucche, possono portare la malattia e infettarsi. Quando la mosca punge un soggetto già infetto diventa a sua volta infetta, e può trasmettere la malattia ad altri soggetti.

## Epidemiologia
La malattia viene regolarmente diagnosticata in alcune regioni dell'Africa subsahariana e la popolazione a rischio è di circa 70 milioni in 36 paesi.
Nel 2010 ha causato circa 9 000 morti, un numero inferiore a quello del 1990 con 34 000 morti. Ogni anno vengono segnalati circa 40 000 nuovi casi, ma il numero reale di casi dovrebbe aggirarsi in realtà intorno ai 300 000 annui. Si stima che il numero dei decessi annui si aggiri intorno ai 66 000 casi (dati OMS del 2003).
Si stima che le persone infette siano 30 000, con 7 000 nuovi casi nel 2012. Oltre l'80% dei casi viene registrato nella Repubblica Democratica del Congo.
Le tre più grandi epidemie si sono verificate nella storia recente: una dal 1896 al 1906, principalmente in Uganda e nel Bacino del Congo, e due nel 1920 e nel 1970 in un gran numero di paesi africani.
In passato la malattia fu efficacemente controllata, tanto che tra il 1960 ed il 1965 fu considerata "quasi scomparsa".

## Clinica

### Classificazione
Esistono due varianti di TAU:
- la TAU occidentale è provocata dalla sottospecie Tripanosoma brucei gambiense ed è diffusa nell'Africa Occidentale e Centrale, tra il Senegal a nord, l'Angola a sud e il Lago Vittoria a est. Viene anche detta malattia del sonno cronica, dato che lo sviluppo della malattia può durare anche alcuni anni, ed è trasmessa da una mosca del genere Glossina, specie palpalis.
- la TAU orientale è provocata dalla sottospecie Tripanosoma brucei rhodesiense ed è diffusa nell'Africa sud-orientale. Viene anche detta malattia del sonno subacuta perché l'intero decorso della malattia dura alcune settimane o mesi, a volte anche solo 6-7 giorni, ed è trasmessa dalla mosca Glossina morsitans.

### Segni e sintomi

Numero di morti su 100000 individui per la malattia del sonno nel 2002 (fonte: OMS).

Inizialmente durante il primo stadio della malattia si riscontrano: febbre, mal di testa, prurito e dolori articolari. Tali sintomi si presentano da una a tre settimane dopo il morso.
Durante le settimane e i mesi seguenti ha inizio il secondo stadio della malattia con confusione, mancanza di coordinamento, torpore e sonnolenza sempre più profonda, che con il tempo si trasforma in vero e proprio coma.

### Diagnostica
La diagnosi viene effettuata tramite il riscontro del parassita in uno striscio di sangue o nel fluido di un nodo linfatico.
Di solito è necessario effettuare una puntura lombare per distinguere tra il primo e il secondo stadio della malattia.

## Trattamento
Il trattamento della malattia varia in base allo stadio e alla sottospecie di infezione. La terapia è tanto più efficace quanto prima viene diagnosticata la malattia, specialmente prima dell’insorgenza di sintomi derivanti dall’intaccamento del sistema nervoso.
Le terapie per questa infezione sono particolarmente aggressive e caratterizzate da gravi effetti collaterali, inoltre le loro efficacia nell’eliminazione del parassita non è sempre garantita. 

### Terapia in assenza di coinvolgimento neurologico
Nei primi stadi la malattia è più facile da curare. Il farmaco di scelta in questi casi è il fexinidazolo, specialmente efficace contro la specie T. b. gambiense. Altri farmaci efficaci solo in questo stadio sono la pentamidina e la suramina.

### Terapia in presenza di coinvolgimento neurologico
Anche in caso di malattia non grave con interessamento neurologico il farmaco di scelta è il fexinidazolo, ma può essere utilizzata anche la eflornitina, efficace anche per le forme più gravi, che tuttavia non è in grado di eliminare il parassita della sottospecie T. b. rhodesiense. In associazione all’eflornitina è spesso somministrato il nifurtimox.
Un altro farmaco efficace negli stadi avanzati della malattia, ma di seconda scelta, è il melarsoprol, efficace per entrambe le sottospecie, ma che essendo un derivato dell’arsenico causa forti effetti collaterali, e in rari casi la morte. 

## Prevenzione
Per la prevenzione di malattie gravi è necessario effettuare controlli sulla popolazione a rischio con esami del sangue per il T.b.g.
Manca una strategia efficace per il controllo della mosca responsabile della trasmissione.